# Kang Yatze
Der Kang Yatze ist ein 6400 m hoher Berg in Indien im Himalaya, der im Unionsterritorium Ladakh liegt.
Der Berg liegt am Ende des Markha-Tales, das er in die Täler Nimaling Chu (Chu ist Ladakhi für „Wasser“) und Langtan Chan aufspaltet.
Der Hauptgipfel des Kang Yatze wird aufgrund seiner technisch schwierigen Normalroute sehr selten bestiegen. Der Kang Yatze West (auch „Schulter“ oder Kang Yatze II genannt) ist etwa 6200 m hoch und wird dagegen sehr oft bestiegen. Die Besteigung bietet sich als Abschluss des Markha Valley Treks an, der bekanntesten Trekkingtour in Ladakh.